# Valley View (contea di York, Pennsylvania)
Valley View è un census-designated place (CDP) degli Stati Uniti d'America situato nello stato della Pennsylvania, nella contea di York.